# Alexa imperatricis
Alexa imperatricis là một loài thực vật có hoa trong họ Đậu. Loài này được (R.H.Schomb.) Baill. miêu tả khoa học đầu tiên.